# Show da Virada
Show da Virada é um programa de televisão musical brasileiro, produzido e exibido pela TV Globo desde 31 de dezembro de 1998. É um especial de fim de ano criado para substituir o Réveillon do Faustão (1991–1997), sendo levado ao ar na última noite do ano, após a novela das nove, caso a data caia entre segunda e sábado, ou o Fantástico, caso seja um domingo.
Durante grande parte de sua exibição, o programa consistia em vários músicos brasileiros de diferentes estilos se apresentando em um show em estúdio, com a plateia vestida de branco, que é pré-gravado e editado antes de ir ao ar, devido ao fato de muitos artistas agendarem outros compromissos para a noite de réveillon. Em 2021, ganhou um novo formato, deixando de exibir shows gravados, passando a exibir uma playlist reunindo vários cantores da música brasileira. Em 2022, foi novamente reformulado, agora passando a apostar em um show ao vivo, direto da Praia de Copacabana no Rio de Janeiro. 
Desde sua estreia, a cada ano é produzido um novo show, renovando a maioria dos cantores presentes. Apenas a edição 2020-2021 teve que ser substituída por uma reprise da edição anterior, devido ao fato da emissora ter cancelado a produção de shows em razão da Pandemia de COVID-19.

## História

### 1ª Fase (1998 - 1999)

#### 1998-1999
A primeira edição do programa foi dirigida por Carlos Magalhães, com direção geral de Boninho e direção artística e supervisão de criação de Aloysio Legey. A TV Globo montou um painel de 50 m x 17 m na praia de Copacabana, onde foi exibido um espetáculo de luzes dirigido por Patrick Wooldridge, diretor de fotografia da banda inglesa The Rolling Stones.
A partir das 23h20, os repórteres Zeca Camargo e Renata Ceribelli comandaram a transmissão da festa do terraço do Rio Atlântica Hotel, de onde exibiram os preparativos para a tradicional queima de fogos. Outros repórteres, situados em pontos estratégicos das principais cidades do país, se revezaram em entradas ao vivo, mostrando as comemorações nos outros estados. Ao todo, 12 câmeras foram espalhadas pela praia de Copacabana, incluindo uma acoplada a um dirigível e outra, a um helicóptero. A tradicional contagem regressiva, que anunciou a chegada de 1999, foi feita pelo ator Stênio Garcia.
Outra atração do programa foi preparada pela equipe do Vídeo Show, onde quatro matérias especiais foram exibidas ao longo da transmissão. A primeira, com as cenas mais emocionantes de novelas que estrearam naquele ano, como Torre de Babel, de Silvio de Abreu, e a segunda versão de um clássico da autora Janete Clair, Pecado Capital, assinada por Gloria Perez. Outra matéria especial mostrou os reencontros mais marcantes de 1998, como o de Xuxa com o seu público, ao voltar da licença-maternidade; a terceira, sobre as atrizes famosas que tiveram filho naquele ano; e a última com os beijos mais românticos de 1998. A edição foi ao ar na noite de uma quinta-feira, após Torre de Babel.

#### 1999-2000
A passagem de 1999 para 2000 teve grande destaque na programação de diversas emissoras de televisão no Brasil e no mundo. A Rede Globo participou de um consórcio chamado Yes 2000, junto com 27 emissoras de 24 países, pelo qual todos os canais se comprometeram a enviar imagens das festas de réveillon de seus países. Na Globo, as imagens foram exibidas nos telejornais e em flashes ao longo de sua programação. Às 22h do dia 31 de dezembro, foi ao ar o Show da Virada, ancorado pelo narrador Galvão Bueno e dirigido por Roberto Talma. Foram cinco blocos de programação, com transmissões e links ao vivo de quatro localidades no Brasil – Rio de Janeiro (RJ), São Paulo (SP), Salvador (Bahia) e Praia de Torres (Rio Grande do Sul) –, e de várias partes do mundo. Em Nova Iorque, o repórter Edney Silvestre acompanhou a festa brasileira na Times Square, onde um telão mostrou a festa do Rio de Janeiro aos brasileiros que moravam lá. Imagens de Manhattan também foram exibidas aqui.
As festividades no Rio tiveram grande destaque na programação. A Praia de Copacabana teve shows simultâneos promovidos pela Prefeitura do Rio de Janeiro e pela Globo, em quatro palcos montados nas areias da praia, que foram animados com shows de 24 artistas. A Globo mostrou flashes desses shows, que incluíram apresentações de algumas atrações, como Beth Carvalho, Luís Melodia, LS Jack, Virginia Lane, Ivo Meirelles e o grupo Funk'n'Lata, Pedro Luís e A Parede, Emilinha Borba, Marlene, Companhia de Carlinhos de Jesus e as baterias da Mocidade Independente de Padre Miguel e da Mangueira. Os atores Danielle Winits, Rodrigo Faro, André Marques e Luís Carlos Tourinho atuaram como apresentadores, cada um num palco da festa. Na orla foram instalados, ainda, 20 totens eletrônicos, que integraram a emissora comunitária TV Copacabana. Três equipes de reportagem entrevistavam os passantes. A apresentação foi de Cissa Guimarães e o diretor Boninho estava à frente do projeto.
A transmissão dos shows foi intercalada por quadros de três a sete minutos estrelados por artistas dos principais programas da emissora, coordenados pelos núcleos dos diretores Dennis Carvalho e Ricardo Waddington, responsáveis pela edição do material. O bom humor foi a tônica dos esquetes. Foram ao ar vinhetas especiais de Mais Você com Ana Maria Braga e o Louro José dando dicas sobre as comidas que dão sorte no réveillon, de A Turma do Didi com participação de Renato Aragão, André Segatti e Eliezer Mota, de Casseta & Planeta Urgente, de Muvuca, que apresentou um esquete com Regina Casé e a participação de Marco Nanini e Tonico Pereira, de Sai de Baixo e de Domingão do Faustão.
Também foram exibidas vinhetas com artistas e jornalistas da Globo desejando um feliz ano 2000, entre eles Antonio Fagundes, Ana Paula Arósio, Fábio Assunção, Cristiana Oliveira, Cláudia Abreu, Mauro Mendonça, Maitê Proença, Edson Celulari, Maria Padilha, Thiago Lacerda, Samara Felippo, Malu Mader, Deborah Evelyn, Sérgio Chapelin e Jô Soares. A programação especial também contou com um clip musical de Xuxa e um musical especial com Sandy e Junior.
A equipe de jornalismo também preparou surpresas. Uma delas foi a de Bancada do Futuro, em que filhos de apresentadores dos telejornais deram notícias sentados nas bancadas normalmente ocupadas por seus pais. Já os atletas que se destacaram em 1999 deram depoimentos com previsões para o ano seguinte. Também foram exibidas reportagens especiais ao longo do Show da Virada. A vinheta Nossos Heróis mostrou reencontros de heróis anônimos com seus respectivos beneficiados, como o da cadela Catita com o menino Lucas Tavares Martins, de 6 anos, que ela salvara dos dentes de dois pitbulls.
Durante a virada do ano, simultaneamente à exibição da queima de fogos, atores do elenco principal da Globo fizeram um brinde ao som de Um Novo Tempo, num coro puxado por Sandy e Junior. Para finalizar, o ator Antonio Fagundes leu um texto do escritor baiano Jorge Amado.
A festa de réveillon em São Paulo foi em ritmo de samba e pagode, com um show no Parque do Anhembi, transmitido ao vivo a partir das 22h do dia 31. A apresentação ficou a cargo de Luciano Huck, que fazia sua estreia como contratado da Globo. O repórter Márcio Canuto entrevistava o público na plateia. Antecipando o carnaval, as 22 escolas de samba de São Paulo animaram o espetáculo, que também contou com a banda Skank, a cantora Alcione e o grupo de pagode Os Travessos. Uma equipe do departamento de jornalismo da Globo mostrou os bastidores da festa. O evento foi coordenado do Rio de Janeiro pelo diretor Roberto Talma. A edição foi ao ar na noite de uma sexta-feira, após Terra Nostra.

### 2000–2014: Segunda fase

#### 2000-2001
A partir do réveillon de 2000 para 2001, o Show da Virada passou a designar o show musical propriamente dito, com a apresentação de diversas atrações da música nacional em shows pré-gravados especialmente para comemorar a data. Embora com o nome Milênio: Show da Virada, o musical contou com as apresentações musicais de Lulu Santos, Maurício Manieri, Daniela Mercury, Gabriel o Pensador, Cidade Negra, Ivete Sangalo, Só Pra Contrariar, Charlie Brown Jr., Raimundos, Claudinho e Buchecha, Capital Inicial, Art Popular, Harmonia do Samba, Dudu Nobre, Asa de Águia, Funk’N Lata e Chiclete com Banana, entre outros. O show foi gravado na casa de espetáculos ATL Hall (depois Citibank Hall), no Rio de Janeiro. A edição foi ao ar na noite de um domingo, após o Sai de Baixo e teve apresentação de Zeca Camargo.

#### 2001-2002
o Show da Virada entrou no ar aos 20 minutos do dia 1.º de janeiro de 2002, logo após a exibição da queima de fogos da Praia de Copacabana, no Rio de Janeiro. O musical teve como atrações Biquíni Cavadão, Capital Inicial, Gabriel, O Pensador, Rita Lee, Jorge Aragão, Ivete Sangalo, Daniel, Harmonia do Samba, Os Kmaradas, Braga Boys, Ricardo Chaves, Gilberto Gil, Asa de Águia, Dudu Nobre e Belo. O encerramento foi com o samba-enredo da Mocidade Independente de Padre Miguel para aquele ano, interpretado pelo Grupo Molejo. O repertório musical do programa lembrou trilhas que marcaram novelas da emissora. A gravação do especial foi realizada no ATL Hall (Citibank Hall a partir de 2008), no Rio de Janeiro, com a plateia vestida de branco. A edição foi ao ar na noite de uma segunda-feira, após O Clone.

#### 2002-2003
Para se despedir de 2002 e festejar o novo ano, o 'Show da Virada reuniu, na mesma casa de espetáculos das edições anteriores, músicos e grupos famosos como Ivete Sangalo, Ara Ketu, Sandy e Junior, Zeca Pagodinho, RPM, Titãs, Kid Abelha, Ultraje a Rigor, Jota Quest, Mariah Carey, KLB, Chitãozinho e Xororó, Zezé Di Camargo e Luciano, Daniel, Charlie Brown Jr., Simone, Wanessa Camargo, Maurício Manieri, Kelly Key e LS Jack. O programa foi ao ar na noite de uma terça-feira, após Esperança.

#### 2003-2004
Em 2003, o Show da Virada foi gravado em São Paulo, na casa de espetáculos Via Funchal, para homenagear o aniversário de 450 anos da cidade, a ser comemorado em janeiro do ano seguinte. O programa, levado ao ar na noite de uma quarta-feira, após Celebridade, teve como convidados: Daniela Mercury, Luka, KLB, Fernanda Abreu, Rita Lee, Cidade Negra, Detonautas, Skank, Titãs, CPM 22, Ivete Sangalo, Revelação, Martinho da Vila, Fábio Jr, Luiza Possi, Wanessa Camargo, Pedro & Thiago, Zezé Di Camargo & Luciano, LS Jack, Capital Inicial e Jota Quest. Michael Sullivan e Sandra de Sá (Um Dia de Domingo). Sullivan continuou no palco e, em inédita parceria, cantou com o grupo Roupa Nova a música Whisky a Go Go e um pot-pourri com os principais sucessos do grupo. Foi a primeira vez, em 23 anos do Roupa Nova, que seus integrantes tiveram oportunidade de cantar ao lado de Michael Sullivan, compositor de grandes sucessos da banda. Outra parceria de sucesso juntou o cantor Daniel com os integrantes da bateria da escola de samba paulistana Vai-Vai, apresentando A Gata do Milênio. O palco ganhou um cenário com várias luzes amarelas, como se fossem faróis de carros.

#### 2004-2005
Os melhores hits de 2004 marcaram a chegada de 2005, comemorada pela Globo no já tradicional Show da Virada, desta vez novamente gravado no Rio de Janeiro. No palco, participaram Jota Quest (com as músicas Do seu lado, tema de abertura do especial, e Mais Uma Vez, que foi uma das músicas mais tocadas em 2004), Daniela Mercury (Maimbé Dandá e Mutante),  KLB (Não dá mais e Carolina), Sandy & Junior (Nada vai me sufocar e Desperdiçou), Os Detonautas  (Quando o sol se for), Daniel (Querida e Será), Leonardo (Fantasias' e A Desconhecida), a dupla Zezé Di Camargo & Luciano interpretaram Nosso Amor é Ouro e Galera Felicidade. Zezé, ao lado da filha Wanessa, cantou É o Amor. Wanessa Camargo seguiu no palco para cantar Me Engana que eu gosto e Eu quero ser o seu amor. Skank (Vamos Fugir), Alcione (Você me vira a cabeça e Faz uma loucura), Dudu Nobre (Mexe Mexe, Vou botar seu nome na macumba e Água da minha sede), Jorge Aragão (Tendência e Do fundo do nosso quintal), Zeca Pagodinho (Penetra e Caviar), Babado Novo (Safado, Cachorro, Sem vergonha e Doce Desejo), Ivete Sangalo (Sorte Grande, Céu na Boca, Flor do Reggae e Festa). O grupo Revelação encerrou a festa com Deixa Acontecer e Bagaço da Laranja. O programa foi dedicado às comemorações dos 40 anos da Globo, em abril  de 2005.

#### 2005-2006
Uma grande animação marcou o Show da Virada, que contou com as participações de Preta Gil (intérprete de Medida de Amor), Roberta Miranda e José Augusto (que cantaram juntos Evidências), Daniela Mercury (com a música Mutante), Margareth Menezes (Dandalunda), Ivete Sangalo (Abalou e Tô na Rua), além das bandas Babado Novo e Banda Eva. Muito aplaudido, Zeca Pagodinho cantouQuem É Elae Dona Esponja. A música sertaneja foi representada por Zezé Di Camargo & Luciano (No Dia em que Saí de Casa e Fera Mansa), Chitãozinho & Xororó (Sistema Bruto), Bruno & Marrone (Choram as Rosas e Que Pescar que Nada), e Leonardo (Nervos de Aço e Pareço um Menino). Daniel interpretou Os Amantes, Guilherme & Santiago cantaram É pra Sempre te Amar e Zé Ramalho cantou Sinônimos, junto com Chitãozinho & Xororó. Leonardo, Chitãozinho & Xororó e Zezé Di Camargo & Luciano, encerraram a sua apresentação, cantando com Fat Family, De Corpo e Alma, em homenagem ao eterno Leandro, que fazia dupla com Leonardo até o ano da morte, em 1998. As atrações não pararam por aqui. Alcione cantou Meu Ébano e, junto com o grupo Forroçacana, a música Forró do Xenhenhém. Latino levantou o público com o hit Festa no Apê. Junior cantou com sua banda a música Enrosca e, com a irmã Sandy, Nada Vai me Sufocar. A atriz e cantora Marjorie Estiano participou da festa com a canção Você Sempre Será. A banda Jota Quest tocou os sucessos Além do Horizonte e Do Seu Lado. As bandas de rock não ficaram de fora do programa. O grupo Cachorro Grande cantou Você Não Sabe o que Perdeu e CPM 22 agitou a plateia com Um Minuto para o Fim do Mundo. A animação continuou com Wanessa Camargo cantando um de seus recentes sucessos, Amor, Amor. Danni Carlos cantou Losing My Religion. Sucessos da década de 80 também fizeram parte do repertório. Biquíni Cavadão empolgou com Tédio,Toda Forma de Poder e Zé Ninguém. Capital Inicial lembrou os hits Música Urbana e Geração Coca-Cola. Gabriel, o Pensador cantou Palavras Repetidas e, com os Detonautas, interpretou Sorria. A banda ainda cantou O Dia que Não Terminou. Os mineiros do Skank fizeram o público dançar e cantar com Vou Deixar e Vamos Fugir. Charlie Brown Jr. cantou Champagne e Água Benta. Titãs atacou de Vossa Excelência e AA UU. The Originals embalou o público com o clássico Era um Garoto que como Eu Amava os Beatles e os Rolling Stones, além de Marcas do que se Foi, com a participação de Paulo Miklos. A contagem regressiva para a entrada do Ano Novo ficou por conta de Ivete Sangalo, que desejou a todos “um big Ano Novo com muita paz e amor”, após apresentar Não me Conte Seus Problemasjunto com a Banda Eva. O programa foi ao ar na noite de sábado, 31 de dezembro de 2005, logo após Belíssima.

#### 2006-2007
Latino, Vinny, Fundo de Quintal, Oswaldo Montenegro, Armandinho, Titãs, MC Leozinho, Dudu Nobre, Alcione, Skank, Daniel, e a dupla Bruno & Marrone foram algumas das atrações do Show da Virada que marcou a chegada de 2007 na TV Globo. O programa voltou a reunir nomes consagrados da música brasileira, numa mistura eclética para agradar a todos os públicos. Também se apresentaram no Show da Virada deste ano as seguintes atrações: Roupa Nova, Sandy & Junior, MC Sapão, Babado Novo, Zeca Pagodinho, Daniela Mercury, Aviões do Forró, Cidinho & Doca, Zezé Di Camargo & Luciano, Banda Calypso, Perlla, Leandro Sapucahy, Jammil e uma Noites, Biquíni Cavadão, Cheiro de Amor, Wanessa Camargo, Detonautas, MC Marcinho, Margareth Menezes, Guilherme & Santiago, Charlie Brown Jr., CPM 22, Leci Brandão, Netinho, Alceu Valença, Asa de Águia, Jota Quest e Ivete Sangalo. O especial foi ao ar na noite de domingo, 31 de dezembro de 2006, logo após o Fantástico

#### 2007-2008
De rock a axé, passando por samba, forró, música sertaneja, pop, funk e pagode, vários ritmos marcaram a apresentação das quase 40 atrações musicais presentes no Show da Virada, que marcou a passagem de 2007 para 2008. O programa foi gravado em uma casa de shows na Zona Oeste do Rio de Janeiro, e teve direção de Cláudio Jardim, Mário Meirelles, Cacá Silveira e Edson Erdman, com direção de núcleo de Aloysio Legey. A festa contou com as participações de Ivete Sangalo, Zezé Di Camargo & Luciano, Babado Novo, Roupa Nova, Exaltasamba, Asa de Águia, Latino, Daniel, Jota Quest, Bruno & Marrone, Zeca Pagodinho, Jammil e uma Noites, Aviões do Forró, Sorriso Maroto, Chiclete com Banana, Wanessa Camargo, NX Zero, Perlla, Dudu Nobre, Calcinha Preta, Blitz, Natiruts, Cheiro de Amor, Jeito Moleque, Capital Inicial, MC Leozinho, Banda Eva, Papas da Língua, Alcione, Beth Carvalho, Revelação, Banda Calypso, Motumbá, Leonardo, Marjorie Estiano, KLB, Skank, Charlie Brown Jr., Daniela Mercury e The Originals. O especial foi ao ar na noite de uma segunda-feira, logo após Duas Caras

#### 2008-2009
Mais uma vez, 40 representantes de vários estilos da música participaram do Show da Virada. O programa contou com as participações de Ivete Sangalo, Alexandre Pires, Exaltasamba, Bruno & Marrone, Alcione, Fundo de Quintal, Cláudia Leitte, Wando, KLB, Jota Quest, Victor & Leo, Dudu Nobre, Banda Calypso, Skank, Jammil e uma Noites, DJ Marlboro, Titãs, Os Paralamas do Sucesso, Revelação, Chiclete com Banana, Seu Cuca, Kelly Key, Arlindo Cruz, André & Adriano, Wanessa Camargo, The Originals, César Menotti & Fabiano, Zeca Pagodinho, Capital Inicial, Chitãozinho & Xororó, Fresno, NX Zero, Strike, Moinho, Sorriso Maroto, Asa de Águia, Latino, Charlie Brown Jr. e Zezé Di Camargo & Luciano. A direção do programa, foi de Cláudio Jardim, Cacá Silveira, Sérgio Cunha e Edson Erdmann, com direção de núcleo de Aloysio Legey. O programa apresentou não apenas os artistas e bandas individualmente no palco, mas parcerias como a dos grupos Titãs e Os Paralamas do Sucesso, que tocaram Meu Erro. Ivete Sangalo subiu ao palco com os mineiros do Skank. Alguns duetos foram inusitados, como o que reuniu Claudia Leitte com Wando, que cantaram juntos Fogo e Paixão. Já os sertanejos Chitãozinho & Xororó dividiram o palco com os roqueiros do Fresno, que juntos cantaram Evidências. O especial foi ao ar na noite de quarta-feira, 31 de dezembro de 2008, logo após A Favorita.

#### 2009-2010
Mais de 30 artistas de diversos estilos participaram do Show da Virada de 2009 para 2010, em programa gravado em uma casa de shows em São Paulo. Alguns dos cantores e bandas presentes foram Exaltasamba, CPM 22, Claudia Leitte (que prestou uma homenagem a Michael Jackson, morto em 2009, cantando Thriller, um de seus maiores hits), KLB, NX Zero, Alcione, Skank, Arlindo Cruz, Calcinha Preta, Belo, Zeca Pagodinho, Jota Quest, Jammil, Zezé Di Camargo e Luciano, Asa de Águia, Jorge & Mateus, Daniel, Naldo Benny, Detonautas, e a dupla do funk A Princesa e o Plebeu. a direção do programa, foi de Claudio Jardim, com direção geral e núcleo de Aloysio Legey. Uma atração internacional foi o cantor cubano Jon Secada. Wanessa (que abandonou, artisticamente, o sobrenome Camargo), cantou o sucesso Fly, parceria dela com o rapper americano Ja Rule, com direito a participação virtual do próprio pelo telão. O especial marcou o início das comemorações dos 45 anos da Globo, a ser comemorado em abril do ano seguinte. Foi exibido na noite de quinta-feira, 31 de dezembro de 2009, logo após Viver a Vida

#### 2010-2011
Quarenta atrações musicais misturando os mais diversos ritmos celebraram o Show da Virada, exibido pela Globo na passagem de 2010 para 2011. As gravações do programa foram realizadas em dois dias consecutivos, na casa de espetáculos Credicard Hall, em São Paulo. Participaram deste Show da Virada: os duetos entre os cantores Belo e Claudia Leitte (Don Juan), e os grupos Jeito Moleque e Demônios da Garoa (Saudosa Maloca). Outras atrações da edição: Luan Santana, Aline Barros, Diogo Nogueira, Fresno, Michel Teló, Vinny, Zeca Pagodinho, Hugo Pena & Gabriel, Jammil e uma Noites, Parangolé, Bruno & Marrone, NX Zero, Wanessa, Paula Fernandes, César Menotti & Fabiano, Revelação, Asa de Águia, Charlie Brown Jr., Fernando & Sorocaba, Cheiro de Amor, Banda Calypso, Jota Quest, Guilherme & Santiago, Chiclete com Banana, João Bosco & Vinícius, Arlindo Cruz, Restart, Zezé Di Camargo & Luciano, Pixote, Leonardo, Skank, Alcione, Victor & Leo, Capital Inicial, Alexandre Pires e Ivete Sangalo. A direção do programa, foi de Emília Silveira, Cacá Silveira e Luiz Antônio Pilar e direção geral e de núcleo de Aloysio Legey. Foi exibido na noite de sexta-feira, 31 de dezembro de 2010, logo após Passione.

#### 2011-2012
O Show da Virada, que agitou a chegada de 2012 contou com a participação de 40 artistas do cenário musical brasileiro. O evento foi marcado por vários duetos. Além das apresentações solo, Paula Fernandes cantou ao lado de Daniel Boaventura (I Loved You) e Ivete Sangalo agitou a plateia junto com Luan Santana (Química do Amor). A própria Ivete puxou a contagem regressiva. e em seguida cantou Qui Beleza e Eu Nunca Amei Alguém Como Eu Te Amei. Parceria inusitada foi a do cantor Michel Teló e do jogador de futebol Neymar, cantando o hit do ano Ai Se Eu Te Pego. Naldo Benny e Preta Gil encantaram a plateia com Meu Corpo Quer Você, Zezé Di Camargo dividiu o palco com Wanessa e interpretaram Como Nossos Pais da cantora Elis Regina e ainda os sambistas Alcione e Diogo Nogueira, com O Samba da Criação. Arlindo Cruz, Zeca Pagodinho e Sombrinha também cantaram juntos na música O Nome Dela é Griselda, e o casal Xanddy (junto com o Harmonia do Samba) e Carla Perez interpretaram Rebola.
Dentre os destaques, Zezé Di Camargo voltou ao palco ao lado do irmão Luciano nos hits Tarde Demais e Tão Linda, Tão Louca, Aline Barros emocionou a plateia com Ressuscita-me, Bruno & Marrone cantaram o sucesso Juras de Amor e o Capital Inicial relembrou a fase áurea dos Raimundos no sucesso Mulher de Fases. Também participaram da edição do Show da Virada: Gusttavo Lima, Jorge & Mateus, Fernando & Sorocaba, Parangolé, Bom Gosto, Ana Carolina, Chiclete com Banana, Chitãozinho & Xororó, Sorriso Maroto, Cláudia Leitte, César Menotti & Fabiano, Banda Calypso, Jammil e uma Noites, Revelação, Victor & Leo, Charlie Brown Jr., NX Zero, Alexandre Pires, Asa de Águia, João Bosco & Vinícius, Restart, Cheiro de Amor, Bruno & Marrone, Pixote, Aviões do Forró, Daniel, Jota Quest, Tuca Fernandes, Margareth Menezes, Detonautas e 2Face. Foi ao ar na noite de sábado, 31 de dezembro de 2011, logo após Fina Estampa, e teve as participações especiais de Cissa Guimarães, Christiane Torloni, Dalton Vigh, Grazi Massafera, Lilia Cabral e Tony Ramos.

#### 2012-2013
O Show da Virada que celebrou a passagem para 2013, teve como tema uma homenagem ao Rio de Janeiro, e levou ao público apresentações de músicos que se destacaram nas rádios e na TV durante o ano de 2012. A direção-geral do programa foi de Mário Meirelles e direção de Fly, seguindo um projeto original do diretor Marcos Paulo, que faleceu em novembro daquele ano. 
Ivete Sangalo abriu a edição junto com a bateria da escola de samba Mocidade Independente de Padre Miguel e cantou "Cidade Maravilhosa", em seguida a cantora agitou a plateia do espetáculo com "Acelera aê". Gustavo Lima cantou seu hit "Balada boa" e Alcione cantou "Fala Mangueira" e "Exaltação a Mangueira", as duas escolhidas em homenagem a cidade do Rio de Janeiro. A Festa se encerrou com a cantora Claudia Leitte que cantou a canção "Extravasa" e desejou a plateia um feliz 2013. Também participaram Thiaguinho, João Lucas & Marcelo, Zeca Pagodinho, Leonardo, Sorriso Maroto, Banda Calypso, Latino, João Neto & Frederico, Bom Gosto, Gaby Amarantos, MC Koringa, Jorge & Mateus, Skank, Chiclete com Banana, César Menotti & Fabiano, Banda Eva, Tchê Garotos, Diogo Nogueira, Belo, Turma do Pagode, Jammil e uma Noites, Buchecha, Raça Negra, Luan Santana, Aviões do Forró, Revelação, Zezé Di Camargo & Luciano, Capital Inicial, Péricles, Naldo Benny e Paula Fernandes. O Show da Virada foi gravado na casa de espetáculos Credicard Hall, em São Paulo. Foi exibido na noite de segunda-feira, 31 de dezembro de 2012, logo após a novela Salve Jorge.

#### 2013-2014
Mais de sessenta atrações animaram o Show da Virada de 2013 para 2014. Uma casa de shows em São Paulo foi palco para os sucessos musicais do ano. O especial teve duração de 130 minutos e o diretor de núcleo da atração, Luiz Gleiser, assumiu, ao lado de Caca Silveira, a direção do programa pela primeira vez. Shows gratuitos e queimas de fogos animaram a noite de milhões de pessoas pelo país. A emissora cobriu as festas de réveillon com flashes ao vivo comandados por Ana Paula Araújo.
O programa contou com as performances de Ivete Sangalo, Luan Santana, Anitta, Leonardo, Revelação, João Neto & Frederico, Munhoz & Mariano, Thalles Roberto, Claudia Leitte, Wesley Safadão, Fernando & Sorocaba, Thiaguinho, Péricles, Wanessa, Skank, Latino, Paula Fernandes, Zeca Pagodinho, João Lucas & Marcelo, MC K9, Sambô, Tchê Garotos, MC Koringa, Raça Negra, Gaby Amarantos, César Menotti & Fabiano, Bom Gosto, MC Bola, Saulo, NX Zero, Arlindo Cruz, Israel Novaes, Léo Santana, Pixote, Jorge & Mateus, Zezé Di Camargo & Luciano, Harmonia do Samba, Mariene de Castro, Jammil e uma Noites, Oba Oba Samba House, Belo, MC Marcelly, Gabriel Valim, Jota Quest, Michel Teló, Sorriso Maroto, Pablo, Mumuzinho, Asa de Águia, Naldo Benny, Diogo Nogueira, Alcione, Psirico, Turma do Pagode, Victor & Leo, Frejat, Capital Inicial, Padre Fábio de Melo, Leandro Sapucahy, Bruno & Marrone e Gusttavo Lima. O especial foi exibido na noite de terça-feira, 31 de dezembro de 2013, após Amor à Vida.

#### 2014-2015
Grandes apresentações animaram o Réveillon e marcaram a entrada de 2015, o ano dos 50 anos da Rede Globo, no Show da Virada, que foi ao ar na noite de quarta-feira, dia 31 de dezembro, após a novela Império. Cerca de 60 artistas participaram do Show da Virada de 2014 para 2015. O especial foi gravado no Citibank Hall em São Paulo, com direção geral e de núcleo de Luiz Gleiser e direção de Cacá Silveira e Raoni Carneiro. O especial também ganhou nova abertura, novo logotipo e nova identidade visual.
Xande de Pilares abriu o espetáculo seguido por outros cantores como Cláudia Leitte, Ivete Sangalo, Cristiano Araújo, Valesca Popozuda, Luan Santana, Thiaguinho, Jorge & Mateus, Paula Fernandes, MC Guimê, Anitta, Sorriso Maroto, Zezé Di Camargo & Luciano, Skank, Daniela Mercury, Marcos & Belutti, Bell Marques, Durval Lélys, Lucas Lucco, Psirico, Turma do Pagode, Harmonia do Samba, Arlindo Cruz, Victor & Leo, Ludmilla, Banda Calypso, Fernando & Sorocaba, MC Gui, Diogo Nogueira, Péricles, Mumuzinho, Gusttavo Lima, Belo, Gaby Amarantos, Raça Negra, Jammil e uma Noites, Grupo Clareou, Henrique & Juliano, Amigos do Pagode 90, Imaginasamba, Pixote, Michel Teló, Capital Inicial, Leonardo, Eduardo Costa, Luan & Forró Estilizado, Thaeme & Thiago, Onze:20, Matheus & Kauan, Saulo, João Bosco & Vinícius, Naldo Benny, Bruno & Marrone, Os Travessos, César Menotti & Fabiano, Sambô, Aviões do Forró, Os Hawaiianos, Israel Novaes, Arnaldo Antunes, Jota Quest e Malta.

### 2015–18: Terceira fase

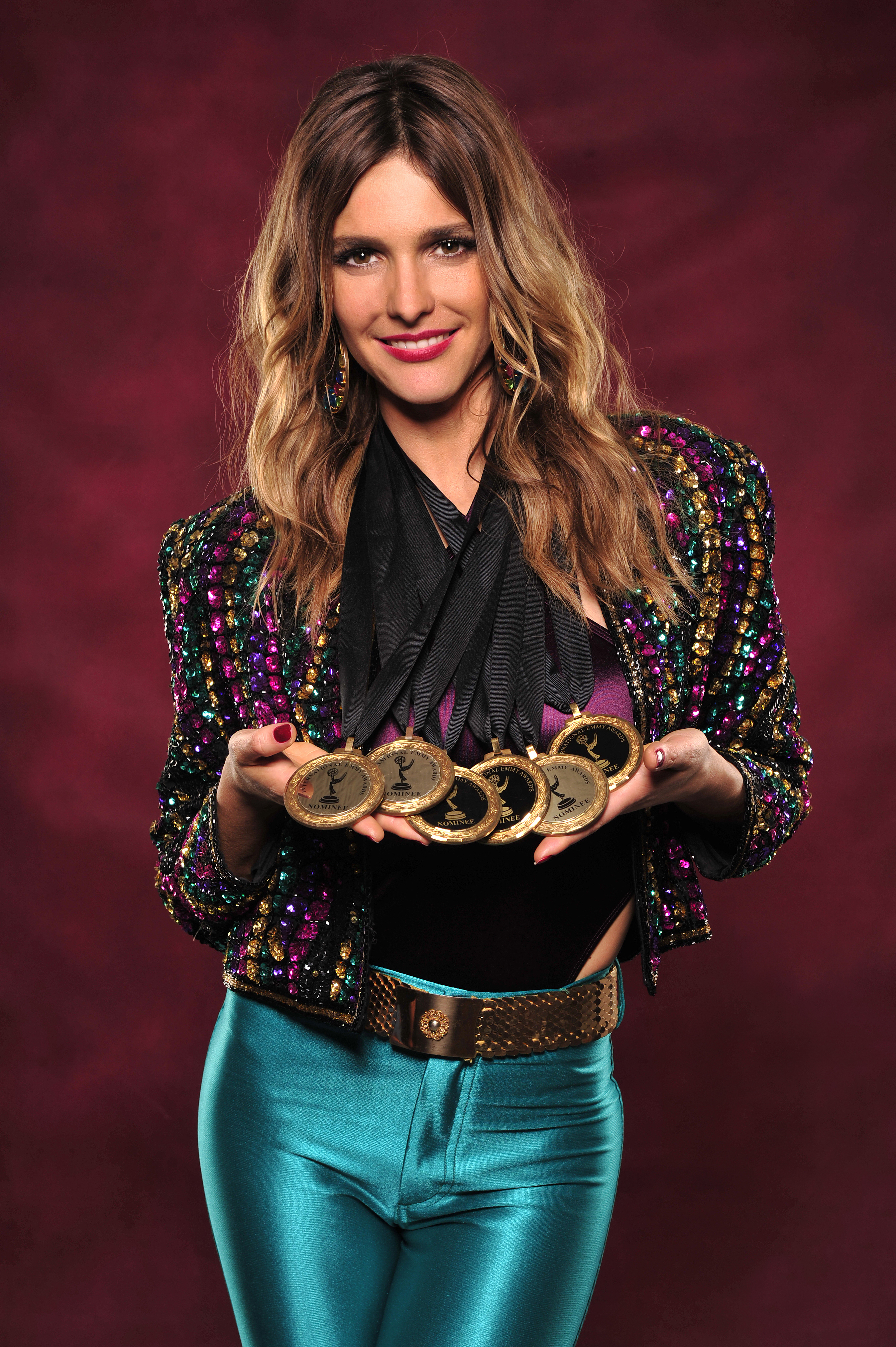
Fernanda Lima apresentou o começo do show em 2015

#### 2015-2016
A partir da virada de 2015 para 2016, o Show da Virada ganhou um novo formato. Gravado em Salvador, na Bahia, o espetáculo contou com a apresentação de Fernanda Lima e cinco cantores anfitriões: Ivete Sangalo, Luan Santana, Capital Inicial, Sorriso Maroto e Aviões do Forró. Pela primeira vez, o show teve apresentações completas dos artistas principais com convidados especiais. Dentre os artistas que participaram, estavam nomes como Thiaguinho, Gusttavo Lima, Ludmilla, Paula Fernandes, Mumuzinho, Tiago Iorc, Márcio Victor, do grupo Psirico, Emicida, Malta, Scalene e a Victor & Leo. O especial foi ao ar na noite de quinta-feira, 31 de dezembro de 2015, logo após A Regra do Jogo.
No giro jornalístico, Mariana Gross comandou a contagem regressiva e a queima de fogos para a chegada do ano olímpico no Rio de Janeiro, onde durou 16 minutos e contou com mais de dois milhões de pessoas. No fim da transmissão, foi exibido um institucional para a cobertura dos Jogos Olímpicos de 2016.

#### 2016-2017
Seguindo o mesmo formato do ano anterior, o especial foi exibido na noite de sábado, 31 de dezembro de 2016, logo após A Lei do Amor. no estacionamento do estádio Serra Dourada, em Goiânia. As atrações musicais ficaram por conta de Anitta, Ivete Sangalo, Luan Santana, Thiaguinho, Marília Mendonça, Maiara & Maraísa e Henrique & Juliano. Os cantores dividiram o palco e proporcionaram duetos animados.

#### 2017-2018
O especial foi exibido na noite de domingo, 31 de dezembro de 2017, logo após o Fantástico. Foi gravado na Esplanada do Estádio do Mineirão, em Belo Horizonte. As atrações musicais ficaram por conta de Luan Santana, Jorge e Mateus, Wesley Safadão, Simone e Simaria e Chitãozinho e Xororó. A direção artística do programa foi de Raoni Carneiro.

#### 2018-2019
O espeical foi exibido na noite de segunda-feira, 31 de dezembro de 2018, após O Sétimo Guardião. gravado em Recife, capital de Pernambuco, houve as presenças de Ivete Sangalo, Wesley Safadão, Luan Santana, Simone e Simaria, Thiaguinho e Raça Negra. A Direção artística foi de Raoni Carneiro.

### 2019 - 2020: Quarta fase

#### 2019-2020
Na noite do dia 31 de dezembro de 2019, terça-feira, após Amor de Mãe, ocorreu a 21ª edição do especial. Pela primeira vez o programa foi feito nos Estúdios Globo após problemas com as estruturas das edições anteriores, entre 2015 e 2018. A gravação aconteceu em 19 de novembro com Ivete Sangalo, IZA, Wesley Safadão, Luan Santana, Jota Quest e Dilsinho. O programa ganhou novos grafismos, porém mantendo o tema musical do ano anterior, além de iniciar as comemorações de 55 anos da Globo. Outra novidade foi o grande números de duetos, todos até então inéditos, como o da cantora Iza junto com a banda Jota Quest e o dos cantores Luan Santana e Dilsinho. Na apresentação final, todos os convidados se reuniram para cantar "Toda Forma de Amor". O Programa se encerrou as 01h29 da manhã em algumas praças, como  Rio de Janeiro, São Paulo, Brasília, Salvador, Recife, Florianópolis, Porto Alegre, as 00h50 em Manaus, Porto Velho e Roraima e as 02h20 da manhã em outras como Fortaleza. 
O tema do programa foi "Ano Novo, Vida Nova e Novas Experiências". O programa teve várias reformulações na cobertura da queima de fogos: a Globo mostrou ao vivo, os fogos de todo o país brasileiro. Á 0h, a Globo fez a cobertura da queima de fogos no Rio de Janeiro, São Paulo, Brasília, Salvador, Recife, Florianópolis, Porto Alegre e Fortaleza, no horário da 0h, ao vivo, depois da contagem regressiva. Uma hora depois, foi a vez da Rede Amazônica, que é afiliada da Globo, fazer a cobertura da queima de fogos na Região Norte (exceto o Acre, Pará e Tocantins). O jornalismo da Globo começou mais cedo, ás 23h33 da noite, com preparativos para a chegada de 2020.

### 2020 - 2021: Quinta fase

#### 2020-2021
De início, a 22ª edição não seria exibida por conta das limitações impostas pela pandemia de COVID-19, que dificultariam a produção do especial. Porém, dias depois, a Rede Globo tinha decidido pela exibição do programa, com um show ao vivo em céu aberto no Forte de São Marcelo, na Bahia, sem a presença do público e com o comando de Gusttavo Lima e Ivete Sangalo, seguindo todos os protocolos de segurança. Mas, por conta dos "crescentes casos de Covid em todo país e as restrições anunciadas pelo Governo do Estado da Bahia", a emissora carioca decidiu cancelar a transmissão do especial para todo o Brasil e exibir uma reprise da edição anterior. A atração foi exibida na noite de quinta-feira, 31 de dezembro de 2020, logo após a edição especial de A Força do Querer. Apesar da mudança do especial, o boletim jornalístico da festa pelo Brasil foi mantido. O Réveillon das Cores, exibido pela Rede Amazônica Manaus, transmitiu ao vivo a live da banda Capital Inicial, além da coberta dos fogos pela cidade.
O boletim teve início às 23h55min do dia 31 de dezembro de 2020, com flashes ao vivo do Rio de Janeiro, São Paulo, Salvador e Florianópolis e encerrou por volta de 0h01min do dia 1.º de janeiro, exibindo um institucional narrado pela atriz Regina Casé dando boas vindas ao novo ano, com ênfase na divulgação da segunda parte da novela interrompida Amor de Mãe.

### 2021 - 2022: Sexta Fase

#### 2021-2022
Em 19 de novembro de 2021, foi anunciado que a edição 2021-2022 ganharia um novo formato. No lugar de um show pré-gravado com diversos artistas, como acontecia tradicionalmente desde a edição 2000-2001, seria apresentado uma grande playlist reunindo clipes de shows e apresentações musicais que aconteceram dentro de outros programas, com vários cantores e ritmos diferentes. Pela primeira vez, o especial foi produzido em parceria com o canal Multishow, em um formato semelhante ao TVZ, um dos principais programas da emissora fechada. Foi ao ar na noite de sexta-feira, 31 de dezembro de 2021, após Um Lugar ao Sol.
Foram exibidos trechos dos DVD's Hello Mundo, de Ludmilla, Live, de Simone & Simaria  e VIVA, de Luan Santana, da participação de Lulu Santos no Rock in Rio, e dos shows da turnês Sandy & Júnior: Nossa História. O momento antes da virada foi embalado pelo cantor Mumuzinho, com o hit "Eu Mereço Ser Feliz". O último bloco foi dedicado a uma homenagem a cantora Marília Mendonça, exibindo trechos do álbum Todos os Cantos. Glória Pires, Chay Suede, Vitória Strada e Poliana Abritta mandaram mensagens de ano novo aos telespectadores.
Também estiveram presentes Alok, Anitta, Caetano Veloso, Dilsinho, Felipe Araújo, Ferrugem, Gustavo Mioto, Gusttavo Lima, Henrique & Juliano, Ivete Sangalo, Iza, Lauana Prado, Leo Santana, Marcos & Belutti, Matheus & Kauan, Barões da Pisadinha e Sorriso Maroto. O especial teve duração de 140 minutos.
Em 17 de dezembro de 2021, em uma parceria com a plataforma músical Spotify, foi disponibilizada no aplicativo uma playlist oficial do especial, contendo as músicas que foram exibidas no programa.
Apesar do formato correr risco de não agradar o público, a edição do programa acabou registrando a maior audiência desde 2016, ainda no antigo formato, com uma média geral de 14 pontos.

### 2022 - presente: Sétima fase

#### 2022-2023
Inicialmente, a afiliada da TV Globo no Pará, TV Liberal, havia divulgado que o especial traria Luan Santana, Ivete Sangalo, Xamã, Iza, entre outros artistas brasileiros, em um formato semelhante ao da segunda fase. Poucos dias depois, é anunciado em chamadas que o programa traria os melhores momentos da festa de réveillon da praia de Copacabana, no Rio de Janeiro, com presença de Iza, Zeca Pagodinho e Alexandre Pires. Dos três, apenas Zeca teve seu show exibido ao vivo. O programa foi ao ar no dia 31 de dezembro de 2022, um sábado, logo após Travessia, a novela das 21h. Contou com a apresentação do carnavalesco Milton Cunha, que conduziu os musicais.

#### 2023-2024
O programa foi exibido na noite de domingo, dia 31 de dezembro de 2023, logo após o Fantástico, com apresentação de Fernanda Rodrigues e Douglas Silva. O formato foi o mesmo da edição anterior, desta vez com oito atrações em vez de três que contou com Luísa Sonza, Ludmilla, Gloria Groove, Nattanzinho, Belo, Teresa Cristina, Jorge Aragão e Diogo Nogueira nos dois palcos da praia de Copacabana. Inicialmente, foi anunciado o nome de Deborah Secco como uma das apresentadoras da cobertura do evento.
Apesar do anúncio da transmissão ao vivo de todos os shows, apenas as apresentações de Belo, Teresa Cristina e Jorge Aragão foram exibidas em tempo real, enquanto que as de Ludmilla, Luísa Sonza, Gloria Groove, Nattanzinho e Diogo Nogueira foram ao ar gravadas. A Rede Bahia transmitiu localmente o Festival Virada Salvador e a TV Globo Pernambuco o show de Alceu Valença pela Virada Recife. Filiais como a TV Globo Minas, TV Globo São Paulo e demais afiliadas cobriram as suas respectivas queimas de fogos.

#### 2024-2025
Com a apresentação de Tati Machado, o programa, que foi ao ar na noite de terça-feira, dia 31 de dezembro, logo após a novela Mania de Você, daria sequência às comemorações dos 60 anos da TV Globo. Mantendo o mesmo formato das duas últimas edições, a emissora manteve a transmissão do Réveillon de Copacabana, cobrindo os shows de Anitta, Ivete Sangalo, Caetano Veloso e Maria Bethânia. Nessa edição, pela primeira vez, o Multishow e o Globoplay também fizeram a cobertura simultânea ao vivo com a apresentação de Dedé Teicher e Felipe Veloso, a partir das 19h55, tendo mais tempo que a transmissão da TV Globo, que encerrou ás 2h30, enquanto que os dois primeiros transmitiram até o final.

## Cobertura jornalística
Tradicionalmente e anualmente nos últimos minutos do dia 31 de dezembro, por volta das 23h50 até a 00h30, a TV Globo faz uma cobertura especial das festas de réveillon em todo o Brasil, ao vivo, em rede nacional. Somente no Rio de Janeiro, mais de 100 profissionais ficam envolvidos nas transmissões da festa da virada, que desde 2010, é exibida em alta definição. Em São Paulo, a emissora fez uma transmissão exclusiva dando mais enfoque ao réveillon realizado na Avenida Paulista. De manhã até a noite, também são exibidos flashes ao vivo durante toda a grande programação especial. Apenas em 2020/2021, por conta do cancelamento das festas de réveillon municipais pela pandemia de COVID-19, a cobertura foi completamente afetada e reduzida. Na virada de 2021/2022, teve o retorno parcial das transmissões, cobrindo apenas a queima de fogos de Copacabana, voltando à total normalidade na virada de 2022/2023. 
Entre 2008 e 2018, por ocasião da criação da Rede Fuso para os estados que não seguem o horário de Brasília, além do fator horário de verão (perceptível a partir de 2018), a TV Globo Nordeste foi responsável por transmitir a festa da virada com links das capitais nordestinas para os estados das regiões Nordeste e Norte, além de Mato Grosso e Mato Grosso do Sul no Centro-Oeste, uma hora depois de exibir ao vivo a queima de fogos nos estados com o Horário de Brasília. Com a revogação da vigência do horário de verão após decreto assinado pelo presidente Jair Bolsonaro em 25 de abril de 2019, e o consequente alinhamento do fuso horário do centro-sul brasileiro com o Nordeste e partes do Norte também nessa época do ano, essa geração alternativa deixou de acontecer.

### Apresentadores
| Ano       | Apresentadores                | Apresentadores                | Apresentadores                | Apresentadores                |
| Ano       | Rio de Janeiro                | São Paulo                     | Recife                        | Rede Amazônica                |
| --------- | ----------------------------- | ----------------------------- | ----------------------------- | ----------------------------- |
| 1998-1999 | Zeca Camargo Renata Ceribelli | Zeca Camargo Renata Ceribelli | Zeca Camargo Renata Ceribelli | Zeca Camargo Renata Ceribelli |
| 1999-2000 | Galvão Bueno                  | Galvão Bueno                  | Galvão Bueno                  | Galvão Bueno                  |
| 2000-2001 | Zeca Camargo                  | Zeca Camargo                  | Zeca Camargo                  | Zeca Camargo                  |
| 2001-2002 | Márcio Gomes                  | Márcio Gomes                  | Márcio Gomes                  | Márcio Gomes                  |
| 2002-2003 | Renata Capucci                | Renata Capucci                | Renata Capucci                | Renata Capucci                |
| 2003-2004 | Sandra Moreyra                | Ernesto Paglia                |                               |                               |
| 2004-2005 | Renata Capucci                | Ernesto Paglia                |                               |                               |
| 2005-2006 | Márcio Gomes                  | Márcio Gomes                  | Márcio Gomes                  | Márcio Gomes                  |
| 2006-2007 | Leilane Neubarth              | Leilane Neubarth              | Leilane Neubarth              | Leilane Neubarth              |
| 2007-2008 | Renata Capucci                | Cristiane Pelajo              |                               |                               |
| 2008-2009 | Ana Paula Araújo              |                               |                               |                               |
| 2009-2010 | Ana Paula Araújo              | César Tralli                  |                               |                               |
| 2010-2011 | Renata Capucci                | Monalisa Perrone              | Mônica Silveira               |                               |
| 2011-2012 | Ana Paula Araújo              | Flávia Freire                 | Mônica Silveira               |                               |
| 2012-2013 | Ana Paula Araújo              | Veruska Donato                | Mônica Silveira               |                               |
| 2013-2014 | Ana Paula Araújo              | Glória Vanique                | Wanessa Andrade               |                               |
| 2014-2015 | Ana Luíza Guimarães           | Monalisa Perrone              | Wanessa Andrade               |                               |
| 2015-2016 | Mariana Gross                 | Mariana Gross                 | Márcio Bonfim                 | Clayton Pascarelli            |
| 2016-2017 | Renata Capucci                | Renata Capucci                | Wanessa Andrade               | Clayton Pascarelli            |
| 2017-2018 | Mariana Gross                 | Glória Vanique                | Márcio Bonfim                 | Luana Borba                   |
| 2018-2019 | Hélter Duarte                 | Hélter Duarte                 | Pedro Lins                    |                               |
| 2019-2020 | Mariana Gross                 | Mariana Gross                 | Mariana Gross                 | Luana Borba                   |
| 2020-2021 | Hélter Duarte                 | Hélter Duarte                 | Hélter Duarte                 | Amaral Augusto                |
| 2021-2022 | Mariana Gross                 | Mariana Gross                 | Mariana Gross                 | Mariana Gross                 |
| 2022-2023 | Mônica Teixeira               | Patrícia Falcoski             |                               |                               |
| 2023-2024 | Hélter Duarte                 | Mariana Aldano                | Bruno Fontes                  | Breno Cabral                  |
| 2024-2025 | Mônica Teixeira               | Marcelo Pereira               | Raphaela Santos               | Daniela Branches              |

## Cobertura Regional

### Réveillon da Amazônia (Rede Amazônica)
O Réveillon da Amazônia (anteriormente chamado de Réveillon das Cores) é um especial regional da Rede Amazônica, exibido desde 2015. Seus boletins são exibidos durante a programação da rede, e na hora da virada de ano nos estados do Acre, Amapá, Amazonas, Rondônia e Roraima, que possuem um fuso diferente em relação ao Horário de Brasilia, o Réveillon da Amazônia cobre a virada nos estados. a transmissão também pode ser vista no G1 Amazonas.

### Réveillon de Fortaleza (TV Verdes Mares)
O Réveillon de Fortaleza é um especial de fim de ano da TV Verdes Mares, que cobre a virada do ano na capital do Ceará. Tem boletins veiculados durante todo o 31 de Dezembro, e a noite, depois do Show da Virada, exibe ao vivo as atrações que estão no palco.
Anteriomente, entre 2012 e 2018, era exibido o Encanta Ceará. O programa era uma versão regional do Show da Virada, reunindo artístas cearenses em um palco no Aterro da Praia de Iracema em um show gravado e exibido na madrugada de 1 de janeiro.